# Distretto di Naish
Il distretto di Naish è un distretto dell'Afghanistan appartenente alla provincia di Kandahar. Viene stimata una popolazione di 13.000 abitanti (dato 2012-13).